# Семеро против Фив (Эсхил)
«Семеро против Фив» (др.-греч. Ἑπτὰ ἐπὶ Θήβας) — трагедия древнегреческого драматурга Эсхила, заключительная (и единственная сохранившаяся) часть его трилогии, созданной на материале фиванских мифов. Предыдущими частями цикла были трагедии «Лаий» и «Эдип». Вся трилогия вместе с сатировской драмой «Сфинкс» была поставлена в 467 году до н. э. и принесла автору первое место в драматическом состязании.

## Сюжет
Сюжет трагедии связан с мифом об осаде Фив семью пелопоннесскими вождями, до Эсхила описанной в киклической поэме «Фиваида». Один из сыновей Эдипа Этеокл изгнал из Фив своего брата Полиника, а тот осадил город во главе чужеземной армии. В решающей битве братья убили друг друга, все пелопоннесские вожди кроме Адраста тоже погибли, так что Фивы были спасены.
Действие пьесы происходит в фиванской цитадели Кадмея перед алтарём со статуями богов, на ступенях которого стоит хор, состоящий из фиванских девушек. В начале пьесы хор выражает свой ужас перед лицом опасности. Вестник подробно рассказывает об осаждающих — о том, как они готовятся к бою, какие эмблемы у них на щитах, как Семеро распределяют между собой жребием городские ворота для штурма. Царь Этеокл выходит на бой с братом, хотя знает, что обречён из-за отцовского проклятия. В финале трагедии Антигона, узнав о гибели обоих братьев, заявляет, что вопреки запрету похоронит Полиника (впрочем, есть мнение, что это поздняя вставка, сделанная под влиянием «Антигоны» Софокла).
В этой трагедии на хоровые партии всё ещё приходится существенная часть текста (около половины); при этом хор всё же впервые занимает подчинённое положение.
Антиковеды отмечают, что Эсхил привнёс много нового в мифологический сюжет. «Семеро против Фив» — единственный источник, сообщающий, что боги предостерегали Лаия от зачатия сына, но тот этим пренебрёг и стал виновником многих бедствий для родного города. Предположительно именно Эсхил впервые назвал Этеокла и Полиника сыновьями Иокасты, то есть плодом кровосмесительного союза; он же описывает и нечестивое поведение Этеокла и Полиника по отношению к отцу, ставшее причиной ещё одного проклятия. При этом Этеокл, хотя и нарушивший соглашение с братом, изображён в трагедии как борец за спасение родины, сознательно жертвующий собой, чтобы изменить судьбу города и династии.
Пелопоннесцы у Эсхила — люди жестокие и кичливые, источник бед для Эллады. Драматург даже называет их варварами, проводя прямые параллели с персидским нашествием, которое произошло всего за 13 лет до постановки пьесы. Поскольку Фивы во время событий 480 года до н. э. были на стороне персов, Эсхил столкнулся с проблемой, но решил её, отказавшись использовать название города в пьесе. Осаждённый пелопоннесцами город он называет исключительно Кадмея (это древний топоним из мифов).

## Судьба пьесы
Первая постановка «Семерых против Фив» состоялась в 467 году до н. э. Трагедия стала третьей частью тетралогии после пьес «Лаий» и «Эдип», перед сатировской драмой «Сфинкс». Этот цикл принёс автору первое место в драматическом состязании.
«Семеро против Фив» ставились и после смерти Эсхила — по крайней мере, в конце V века до н. э. Позиция фиванцев в греко-персидских войнах оказалась к тому времени забыта, так что патриотическая составляющая сюжета трагедии стала ещё более актуальной. Аристофан в комедии «Лягушки» отзывается о «Семерых» как о «драме, полной Ареса».

## Издание на русском языке
- Эсхил. Семеро против Фив / Пер. В. Иванова, А. И. Пиотровского // В кн.: Эсхил. Трагедии. — М.: Наука, 1989. — С. 51—75, 222—233. — (Литературные памятники). — ISBN 5-02-012688-8.